# تامی لورن
تامی لورن (انگلیسی: Tammy Lauren؛ زادهٔ ۱۶ نوامبر ۱۹۶۸) یک هنرپیشه اهل ایالات متحده آمریکا است.
او در فیلم ناامید از عشق بازی کرده است.